# Spadziste
Spadziste – wzgórze, wzniesienie, położone w obrębie Wzgórz Trzebnickich, w mikroregionie Grzbietu Trzebnickiego. Znajduje się w gminie Brzeg Dolny. Jego wierzchołek położony jest na wysokości bezwzględnej wynoszącej 158 m n.p.m.

## Położenie i otoczenie
Spadziste jest częścią Wzgórz Trzebnickich, będących mezoregionem o identyfikatorze 318.44 (według regionalizacji fizycznogeograficznej opracowanej przez Jerzego Kondrackiego), należących do Wału Trzebnickiego (makroregion o indeksie 318.4). W ramach tych Wzgórz Trzebnickich wyróżnia się także mikroregion, obejmujący Sienną – Grzbiet Trzebnicki (mikroregion o indeksie 318.444). Wzgórze to leży w południowo-zachodniej części Grzbietu Trzebnickiego. Pod względem regionalizacji przyrodniczo-leśnej wzgórze położone jest w mezoregionie Wzgórz Trzebnicko-Ostrzeszowskich.
Natomiast pod względem podziału administracyjnego wzniesienie jest położone na terenie gminy Brzeg Dolny, w obrębie ewidencyjnym Bukowice. Gmina ta przynależy do  powiatu wołowskiego w województwie dolnośląskim.
Na kierunku południowo-wschodnim położone są takie wzniesienia Wzgórz Trzebnickich jak Stróżek, Głaźnik, Sienna, na południu leży Wysoczyzna Rościsławicka, a na kierunku północno-wschodnim rozpościera się Płaskowyż Lipy i dalej wznosi się Długie Wzgórze.

## Charakterystyka
Najwyższy punkt wzgórza Spadziste osiąga wysokość bezwzględną wynoszącą 158 m n.p.m.. Na zachód od masywu przepływa potok o nazwie Jodłówka. Na kierunku zachodnim położone są Bukowice, a na kierunku wschodnim leży miejscowość Rościsławice. Przez południowy skłon wniesienia przebiega drogi wojewódzkiej numer 340, około 30 kilometr tej drogi. Wzdłuż tego odcinka drogi przebiega granica gmin (Brzeg Dolny – Oborniki Śląskie), powiatów (wołowski - trzebnicki) i leśnictw (Zwierzyniec – Kraniec).
Wzniesienie pokryte jest lasem. Podlegają one nadleśnictwu Oborniki Śląskie, leśnictwu Zwierzyniec. Są to tak zwane Lasy Rościsławickie. W rejonie wierzchołka wzniesienia jest lasem gospodarczym zaliczanym według typu siedliskowego lasu do borów mieszanych świeżych.

## Nazwa
Nazwa własna – Spadziste – jest nazwą urzędową. Została ustalona i ujęta w państwowym rejestrze nazw geograficznych na podstawie Zarządzenia nr 70 z dnia 30 marca 1954 r. wydanego przez Prezesa Rady Ministrów (Monitor Polski z 1954 nr 38, poz. 516). Odnosi się ona do ukształtowania terenu należącego do rodzaju wzgórza, wzniesienia. W rejestrze tym przypisano jej identyfikator: PRNG – 205721, identyfikator IIP – PL.PZGiK.320.NGRP.205721. Podaje on następujące współrzędne geograficzne punktu głównego wzniesienia: szerokość geograficzna – 51°18'14" N, długość geograficzna – 16°48'10" E. W rejestrze tym jest ważna od 20.04.2015 r..
W czasie przynależności tego obszaru do Niemiec wzniesienie nosiło nazwę Spitz Berg. W niektórych współczesnych opracowaniach w rejonie tym pojawia się także inna nazwa wzniesienia, a mianowicie Kopcowe Wzgórze.